# Eric Komeng
Eric Komeng (Port Moresby, 16 giugno 1984) è un calciatore papuano, centrocampista dell'Hekari United.

## Carriera

### Club
Ha giocato nella massima serie papuana con PS United ed Hekari United.

### Nazionale
Nel 2011 ha esordito con la Nazionale papuana prendendo parte ad alcune partite di qualificazione ai Mondiali 2014.